# سرخیو رودریگز
سرخیو رودریگز (انگلیسی: Sergio Rodríguez؛ ۴ آوریل ۱۹۲۸ – ۶ آوریل ۱۹۸۶) بازیکن فوتبال اهل اروگوئه بود که در پست مهاجم و سرمربی فوتبال بازی می‌کرد.